# Claire Holt
Pour les articles homonymes, voir Holt.
Claire Holt, née le 11 juin 1988 à Brisbane, dans le Queensland, en (Australie), est une actrice australo-américaine.
Elle est révélée à la télévision par son rôle d'Emma Gilbert dans H2O (2006-2009) puis décroche celui de Rebekah Mikaelson, une « vampire originelle », dans la série télévisée fantastique Vampire Diaries (2011-2014) ainsi que dans ses spin-off The Originals (2013-2018) et Legacies (2021-2022).

## Biographie

### Enfance et formation
Née à Brisbane, Claire est la fille de John Holt, un médecin, et d'Ann Holt. Elle est la deuxième d'une fratrie de quatre enfants : Rachel Holt (née le 6 mars 1987), David Holt (né en 1989) et Madeline Holt (née le 1er août 1992). Elle est diplômée de la Stuartholme School dans la banlieue australienne de Toowong, en 2005. Elle pratique plusieurs sports comme la natation, le volley-ball, le water-polo et le taekwondo, dont elle est ceinture noire. Durant sa jeunesse, elle fait partie de la chorale de son école.

### Carrière

#### Débuts remarqués (années 2000)
Claire Holt fait ses débuts d'actrice en décrochant l'un des rôles principaux de la série australienne H2O, celui d'Emma Gilbert. La série raconte l'histoire de trois adolescentes australiennes, aux personnalités différentes, qui se transforment en sirènes dix secondes après être entrées en contact avec l'eau. À ses côtés on retrouve l'actrice Phoebe Tonkin, sa future partenaire dans The Originals.
Néanmoins, elle décide de quitter la série au bout de deux saisons, notamment pour jouer dans le film Les Messagers 2 : les origines du mal.
En 2011, elle tourne dans le téléfilm Lolita malgré moi 2. Il s'agit d'une suite du film de 2004, Lolita malgré moi, qui met en vedette Meaghan Martin, Jennifer Stone, Maiara Walsh et Nicole Anderson. La même année, elle participe à un arc narratif de plusieurs épisodes de la série américaine Pretty Little Liars dans le rôle de Samara Cook, entre les saisons 1 et 2.

#### Révélation télévisuelle et percée au cinéma (années 2010)

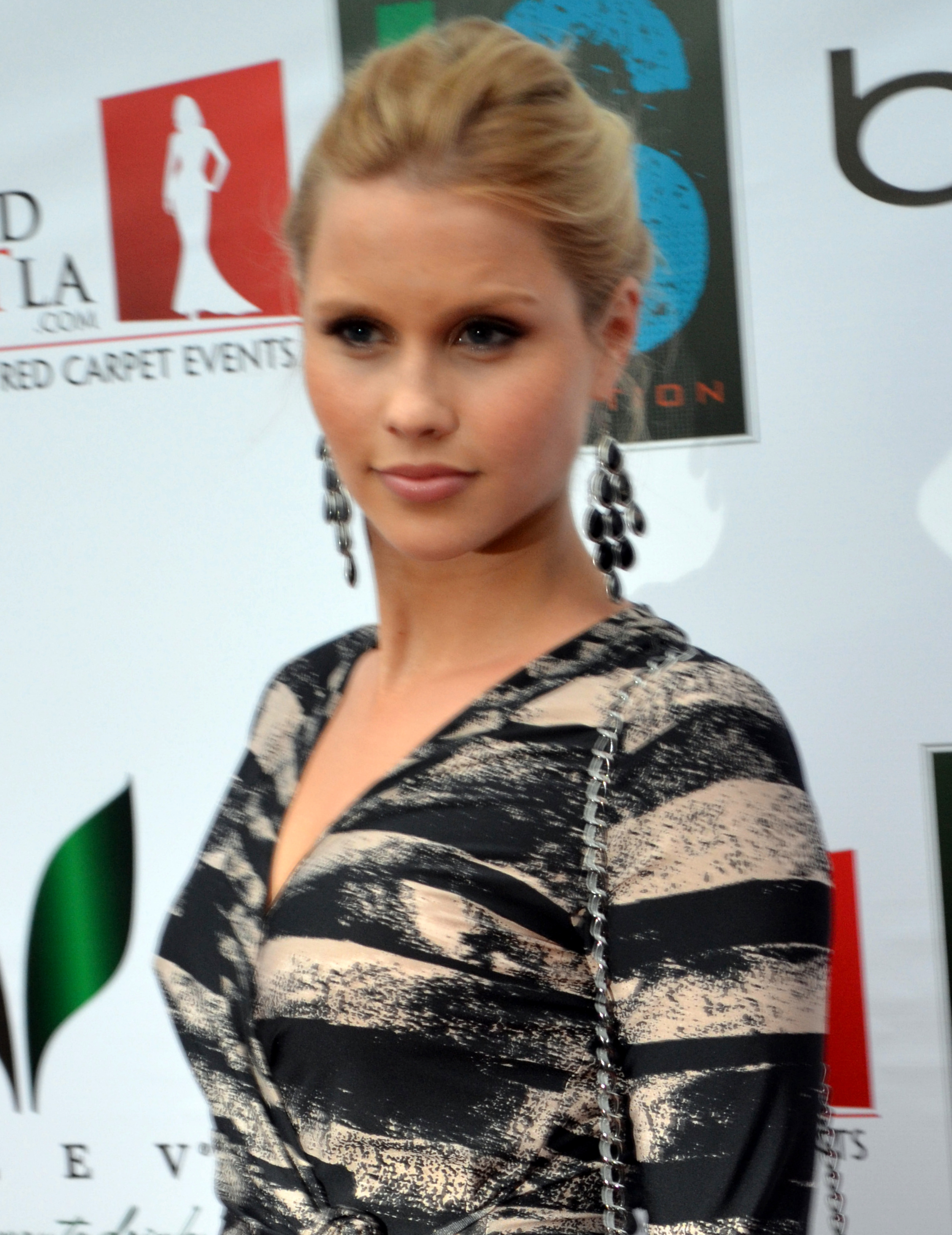
Claire Holt, lors de la soirée organisée par la fondation Ian Somerhalder, en 2012.

La comédienne incarne par la suite Rebekah Mikaelson, un membre de la famille originelle, les premiers vampires, dans la série américaine The Vampire Diaries. La série est un succès auprès du public et obtient des records d'audience pour la chaîne. L'engouement est tel que Claire Holt est amenée à reprendre son rôle dans la série dérivée basée sur les Originaux, The Originals. L'épisode 20 de la quatrième saison de Vampire Diaries introduit ce spin-off. Holt décide cependant de quitter la distribution principale au bout de quinze épisodes. Néanmoins, la production lui laisse la porte ouverte pour un éventuel retour et affirme qu'elle pourra revenir en tant que vedette invitée. Elle revient à l'occasion du dernier épisode de la saison 1 puis en tant que personnage récurrent dans les autres saisons de la série.

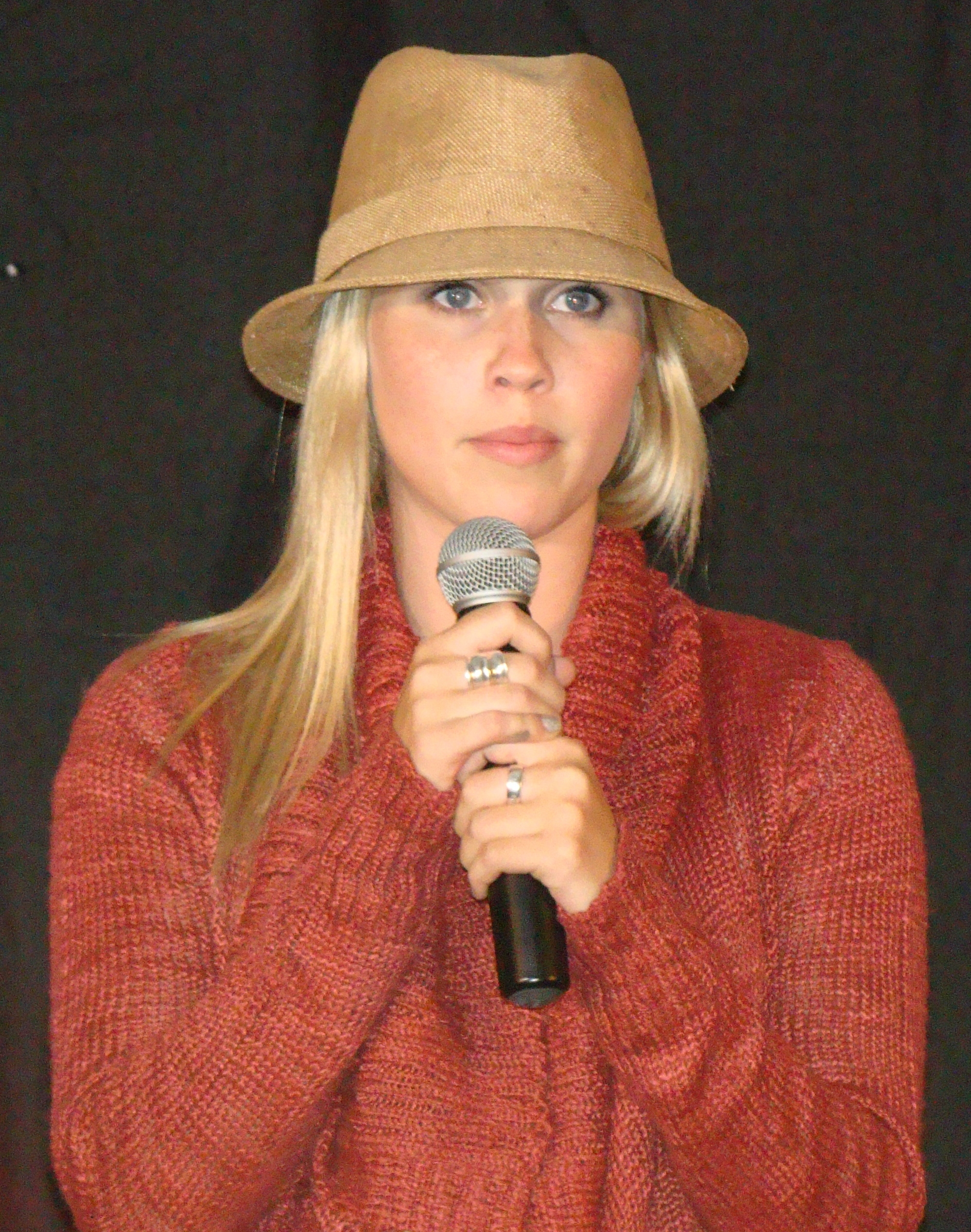
Claire Holt en 2012.

En 2014, elle fait une apparition dans le clip We Are Done, du groupe The Madden Brothers (en). Cette même année, elle est sélectionnée dans la catégorie « Meilleure actrice dans une série télévisée fantastique » pour sa performance dans The Originals aux Teen Choice Awards.

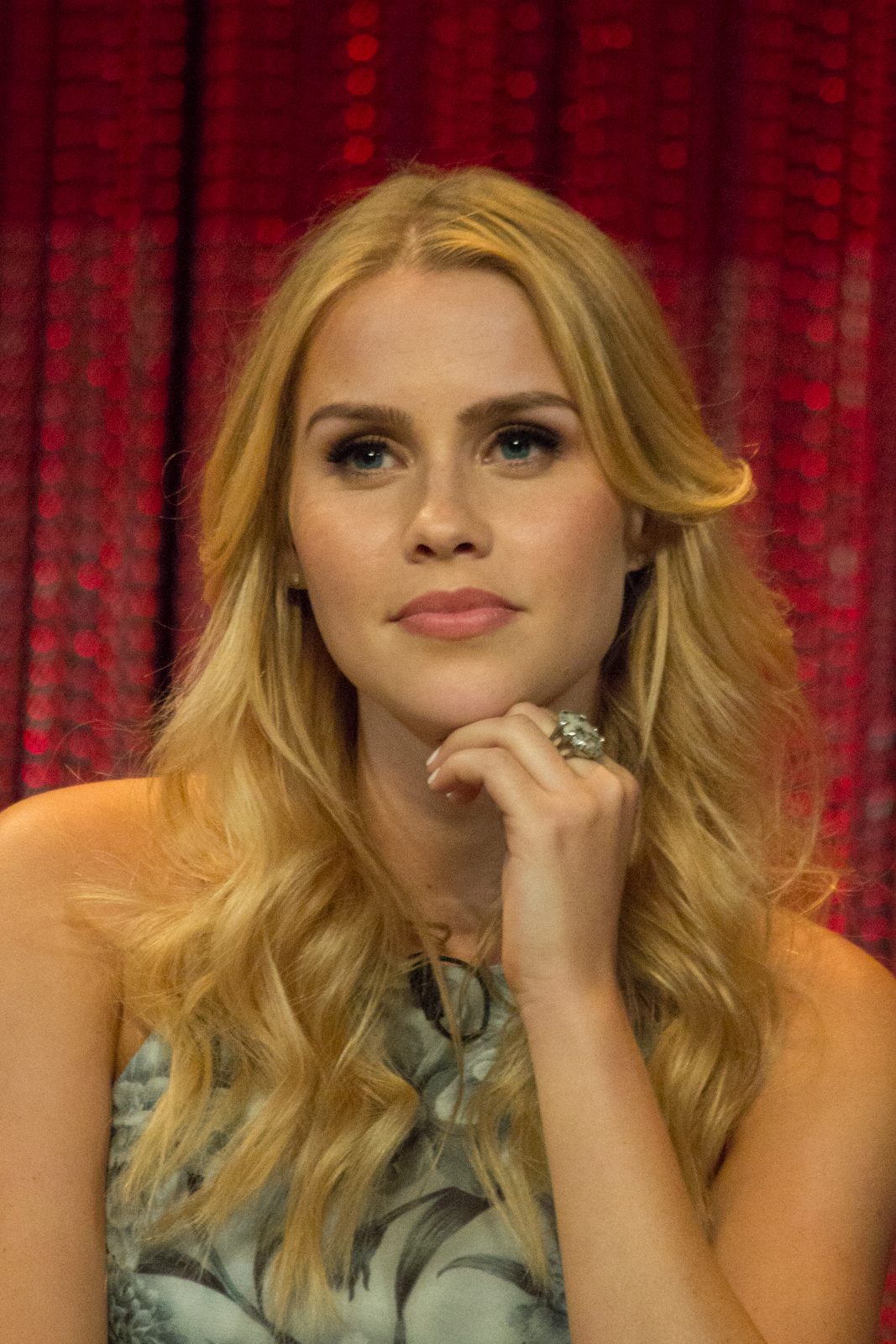
Lors d'une conférence de presse autour de The Originals, en 2014.

Entre 2015 et 2016, elle joue dans les deux saisons de la série policière et dramatique Aquarius portée par David Duchovny.
En 2017, elle rejoint le casting principal d'une nouvelle série télévisée développée par le réseau ABC, Doomsday, mais cette série est annulée. Claire Holt aurait partagé la vedette avec Taye Diggs, popularisé par Private Practice et First Murder, ainsi que Rachelle Lefèvre, révélée par Twilight, et Rochelle Aytes de la série Mistresses. Cette même année, The CW annonce, quatre mois après l'arrêt de Vampire Diaries, que la cinquième saison de The Originals sera la dernière. Les épisodes sont diffusés au printemps 2018.

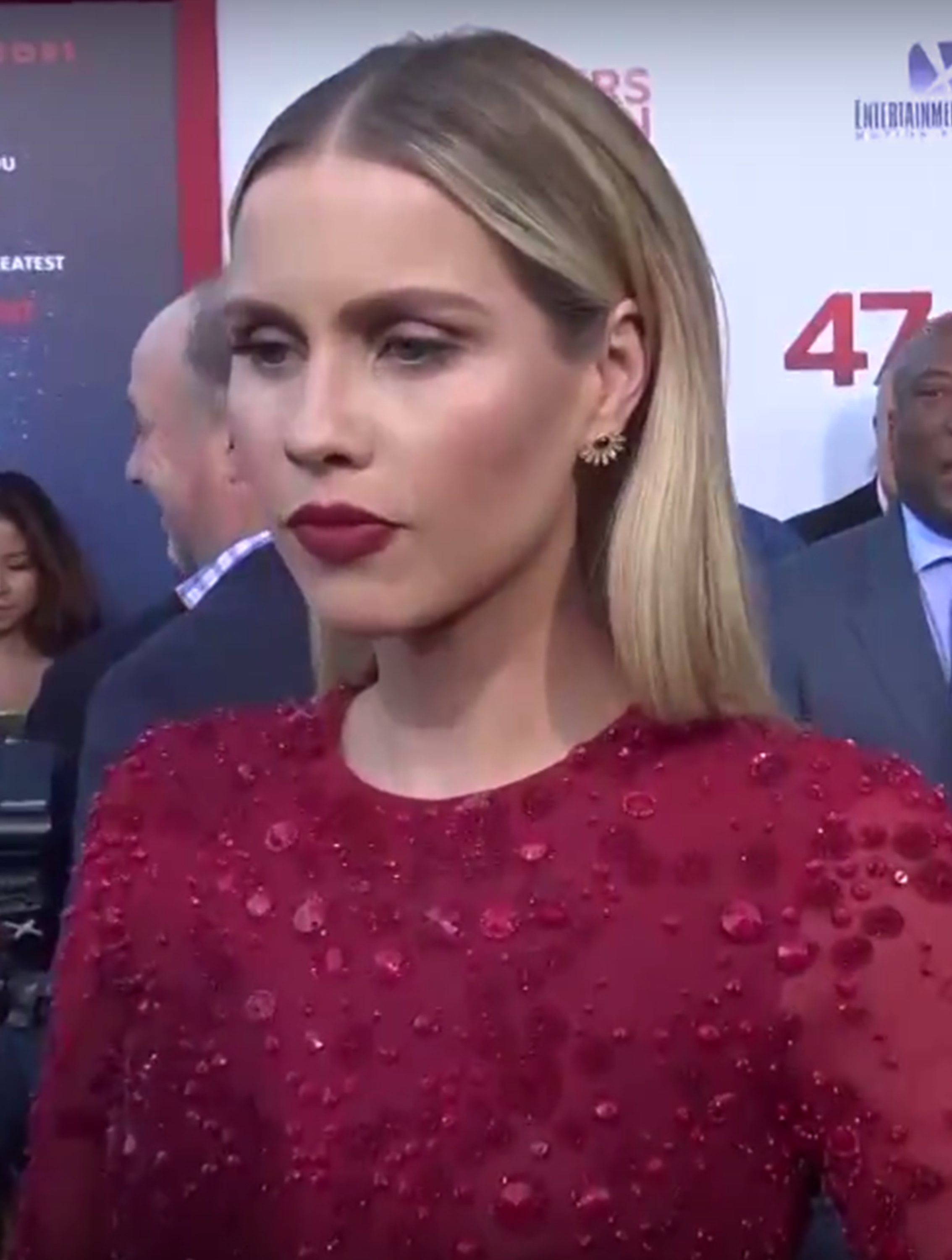
Lors de l'avant première de 47 Meters Down, en juin 2017.

En début d'année 2015, il est confirmé que Claire Holt sera à l'affiche du film d'horreur 47 Meters Down, aux côtés de Mandy Moore. La société de distribution originale Dimension Films avait prévu de sortir le film directement en DVD et VOD en Amérique du Nord à la date du 2 août 2016. Cependant, le 25 juillet, Variety rapporte que Dimension a vendu les droits de distribution à Entertainment Studios. Entertainment annule le plan original de distribution et annonce que le film sortira en salles aux États-Unis le 23 juin 2017. Le film rentabilise largement son budget estimé à cinq millions de dollars, avec des recettes dépassant les quarante millions de dollars rien qu'aux États-Unis. À la suite d'un bouche-à-oreille positif, le film est également présenté au Festival du cinéma américain de Deauville et une diffusion sur la plateforme Netflix est également prévue.
En 2018, Claire Holt accepte de revenir dans quelques épisodes de la cinquième et dernière saison de The Originals, le temps de clore les intrigues autour de son personnage.
En 2022, Claire Holt reprend son rôle de Rebekah Mikaelson dans 2 épisodes de la saison 4 de la série Legacies, spin-off de la série The Originals, où elle rend visite à sa nièce Hope Mikaelson qui est dépourvue d’humanité et qu’elle va essayer d’aider avec l’aide des autres membres de la famille Mikaelson.

## Vie privée
Le 29 avril 2016, Claire Holt épouse Matt Kaplan (né le 14 avril 1984), producteur américain qu'elle fréquente depuis trois ans, mais ce dernier demande le divorce le 27 avril 2017.
Depuis juin 2017, elle partage la vie de l'agent immobilier américain Andrew Joblon (né le 20 février 1983). Le couple annonce ses fiançailles début décembre 2017. Le 4 mars 2018, l'actrice annonce avoir subi une fausse couche quelques semaines plus tôt. Ils se marient le 18 août 2018, puis deviennent les parents de trois enfants : James Holt Joblon (né le 28 mars 2019), Elle Madeline Holt Joblon (née le 12 septembre 2020) et Ford Joblon (né le 9 novembre 2023).

## Filmographie

### Cinéma

#### Longs métrages
- 2009 : Les Messagers 2 : les origines du mal (Messengers 2: The Scarecrow) de Martin Barnewitz : Lindsey Rollins
- 2011 : Blue Like Jazz: The Movie de Steve Taylor : Penny
- 2017 : 47 Meters Down de Johannes Roberts : Kate
- 2019 : A Violent Separation (en) de Kevin et Michael Goetz : Abbey Campbell
- 2019 : The Divorce Party[23] de Hughes William Thompson : Susan
- 2021 : Painted Beauty de Rob Prior : Sasha

### Télévision

#### Clips
- 2014 : We Are Done de The Madden Brothers
- 2017 : Small Town Boy de Dustin Lynch[24]

#### Séries télévisées
- 2006-2009 : H2O (H2O: Just Add Water) : Emma Gilbert (51 épisodes)
- 2011 : Pretty Little Liars : Samara Cook (saison 1, épisode 21 - saison 2, épisodes 2, 4, 6 et 9)
- 2011-2014 : Vampire Diaries : Rebekah Mikaelson (rôle récurrent saisons 3 et 4, invitée saison 5, 38 épisodes)
- 2015-2016 : Aquarius : Charmain Tully (24 épisodes)
- 2017 : Doomsday : Kayla Greene (pilote non retenu[25])
- 2013-2018: The Originals : Rebekah Mikaelson (rôle principal saison 1, récurrente saisons 4 et 5, invitée saisons 2 et 3, 37 épisodes)
- 2021-2022: Legacies : Rebekah Mikaelson (saison 4, épisodes 5 et 15)

#### Téléfilms
- 2011 : Lolita malgré moi 2 (Mean Girls 2) de Melanie Mayron : Chastity Meyer

## Distinctions
Sauf indication contraire ou complémentaire, les informations mentionnées dans cette section proviennent de la base de données IMDb.

### Nominations
- Teen Choice Awards 2014 : Meilleure actrice dans une série télévisée fantastique pour The Originals